# Bussy-en-Othe
Bussy-en-Othe ist eine französische Gemeinde mit 696 Einwohnern (Stand: 1. Januar 2022) im Département Yonne in der Region Bourgogne-Franche-Comté; sie gehört zum Arrondissement Sens und zum Kanton Migennes (bis 2015: Kanton Brienon-sur-Armançon).

## Geographie
Bussy-en-Othe liegt etwa 25 Kilometer nordnordwestlich von Auxerre. Umgeben wird Bussy-en-Othe von den Nachbargemeinden Villechétive im Norden, Arces-Dilo im Nordosten, Bellechaume im Osten und Nordosten, Esnon im Osten und Südosten, Migennes im Süden, Brion im Südwesten, Joigny im Westen und Südwesten sowie Dixmont im Nordwesten.

## Bevölkerungsentwicklung
| Jahr                      | 1962 | 1968 | 1975 | 1982 | 1990 | 1999 | 2006 | 2013 |
| Einwohner                 | 661  | 717  | 743  | 822  | 812  | 829  | 758  | 748  |
| Quelle: Cassini und INSEE |      |      |      |      |      |      |      |      |

## Sehenswürdigkeiten
- Kirche Saint-Médard, seit 1922 Monument historique
- Orthodoxes Kloster mit der Kirche Protection-de-la-Mère-de-Dieu

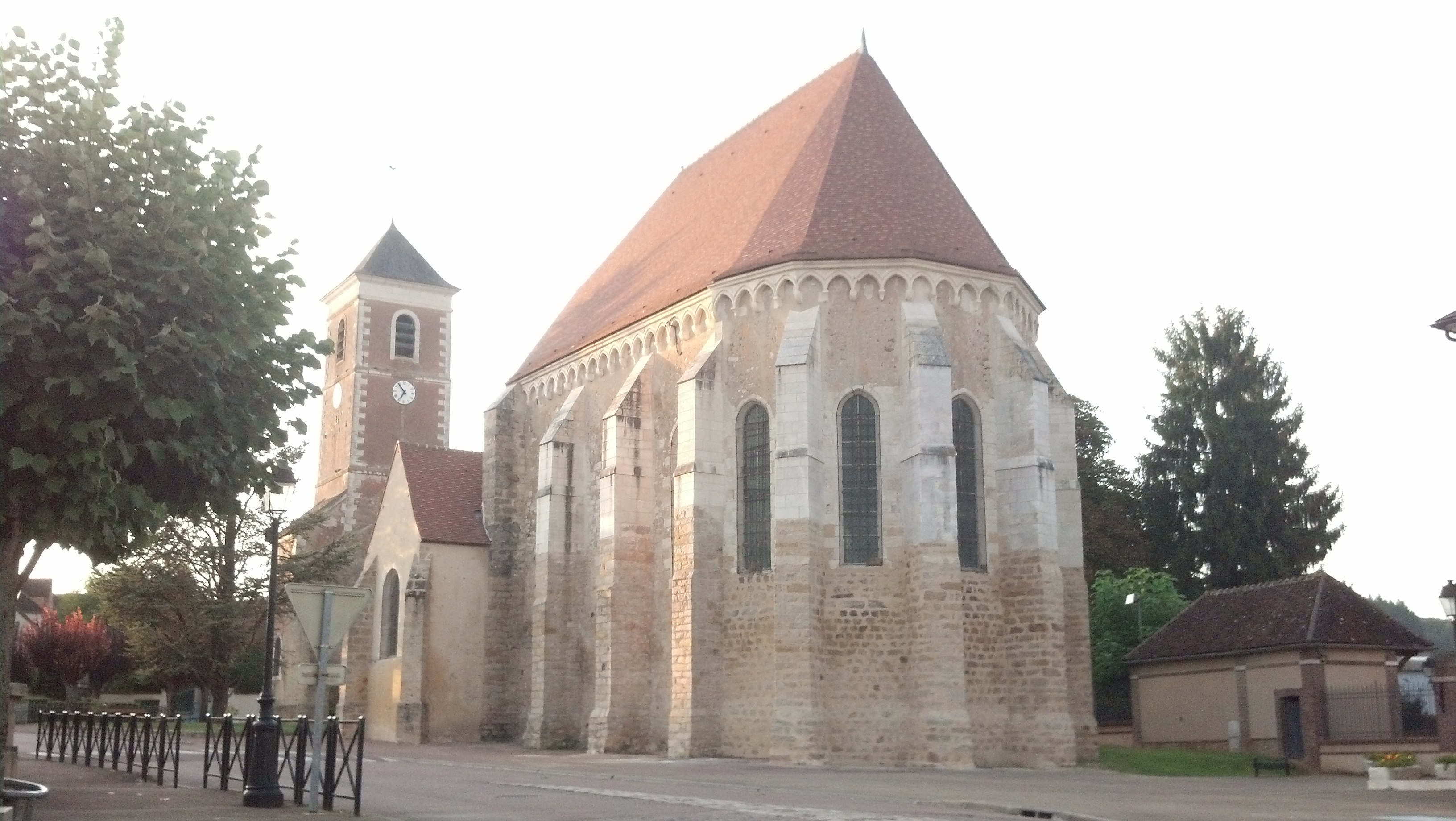
Kirche Saint-Médard
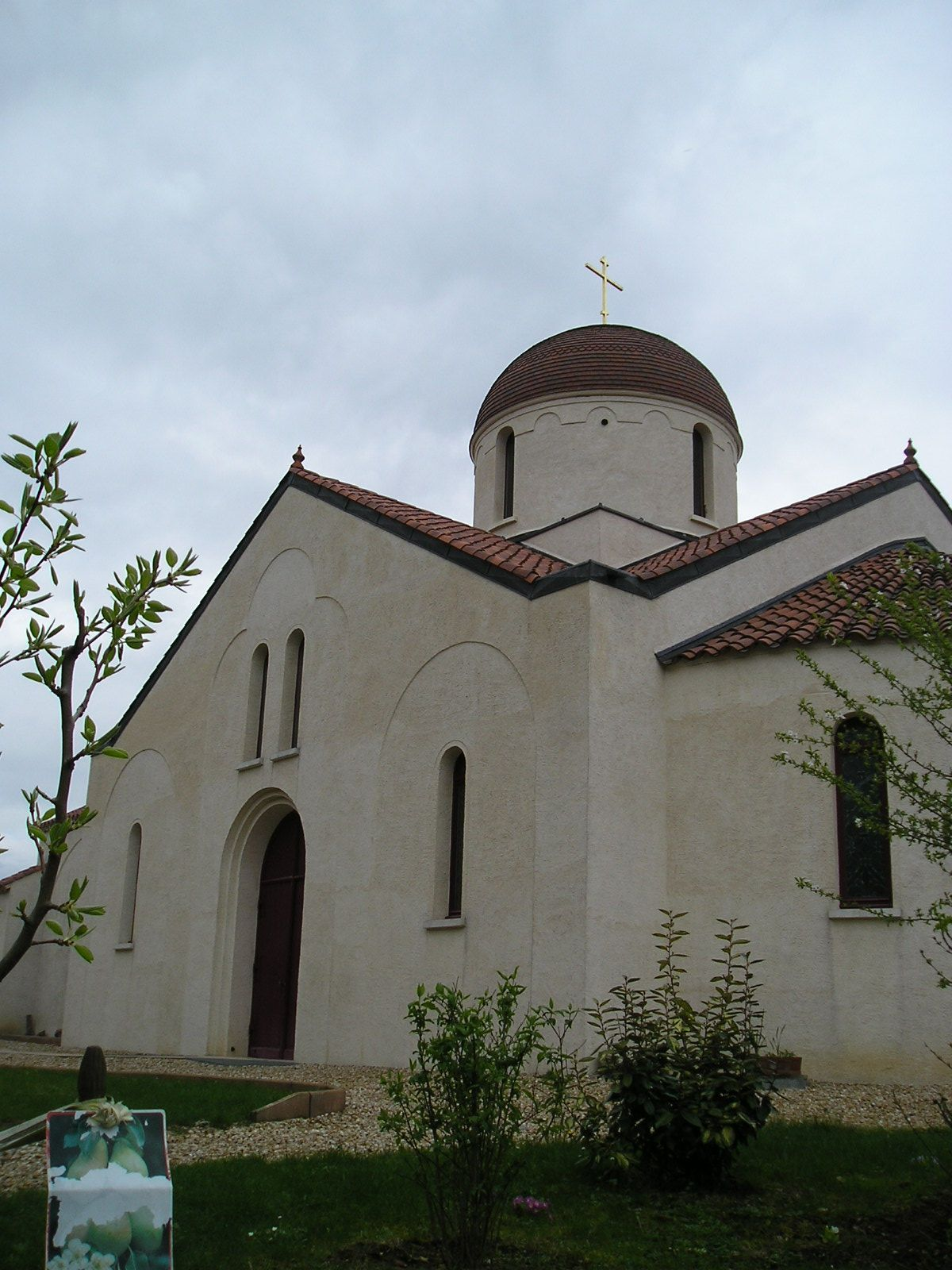
Orthodoxes Kloster (hier: Klosterkirche)